# Кабават, Хинд
Хинд Абуд Кабават (араб. هند قبوات‎; род. 1974, Дамаск, Баасистская Сирия) — сирийско-канадский политик, исследователь, международный юрист и активистка, которая с 2025 года занимает пост министра социальных и трудовых дел.
Ранее она занимала должность директора по межконфессиональному миростроительству в Центре мировых религий, дипломатии и разрешения конфликтов Университета Джорджа Мейсона, а также заместителя главы Женевского офиса Сирийской переговорной комиссии. После падения режима Асада в феврале 2025 года она была назначена президентом Сирии членом Подготовительного комитета Сирийской национальной диалоговой конференции.

## Жизнь и карьера
Кабават получила степень бакалавра экономики в Дамасском университете и диплом юриста в Арабском университете Бейрута. Она также обладает степенью магистра международных отношений Школы права и дипломатии Флетчера при Университете Тафтса, а также сертификатами по разрешению конфликтов и стратегическому лидерству из Торонтского университета и по переговорам из Гарвардского университета.
Во время гражданской войны Кабават была членом сирийской оппозиции и занимала должность заместителя главы Женевского офиса Сирийской переговорной комиссии, которую возглавляет посол Абдуллатиф Даббаг, бывший посол Сирии в ОАЭ. Сирийская переговорная комиссия ранее была известна как Высший комитет по переговорам (ВКП). В этой должности в тогдашнем ВКП она участвовала во всех восьми раундах Женевских мирных переговоров по Сирии в 2017 году.
Хинд Кабават также занимает должность директора по межрелигиозному миростроительству в Центре мировых религий, дипломатии и разрешения конфликтов (ЦРДК) Университета Джорджа Мейсона. В рамках своей работы в ЦРДК она руководила сирийской программой центра, включающей ежегодные зарубежные семинары, на которых она выступала в качестве приглашённого профессора, обучая студентов бакалавриата и магистратуры методам разрешения конфликтов и развитию гражданского общества. В рамках этой программы она также организовывала тренинги по вопросам гражданского общества и межрелигиозного сотрудничества для сирийцев разных возрастов, в том числе для внутренних переселенцев и беженцев.
Кабават является одним из основателей Tastakel — женского центра, который занимается мирным урегулированием конфликта в Сирии посредством ненасильственных методов и диалога. В рамках этой инициативы в Сирии действует несколько женских центров, предоставляющих образовательные и консультационные услуги, а также организующих семинары по политической активности и миростроительству для сирийских женщин как внутри страны, так и среди беженцев в соседних государствах.
До 2015 года Кабават занимала должность старшего программного сотрудника в Институте мира США. Ранее она была членом консультативного совета и консультантом Всемирного банка, а также регулярно публиковалась в HuffPost. С 1989 по 2014 год работала международным юрисконсультом в различных юридических фирмах Торонто.
В феврале 2025 года, после падения режима Асада, Кабават была назначена президентом Сирии членом Подготовительного комитета Сирийской национальной диалоговой конференции. 29 марта 2025 года она была назначена министром социальных и трудовых дел, став первой женщиной и единственным представителем христианской общины в переходном правительстве.

## Награды
В 2007 году Кабават была удостоена звания «Миротворец в действии» от Центра Таненбаума по межрелигиозному пониманию. В 2009 году она получила премию за общественную дипломатию от ЦРДК Университета Джорджа Мейсона.